# 美国全国步枪协会
美国全国步枪协会（英語：National Rifle Association of America）簡稱全国步枪协会（National Rifle Association；縮寫NRA），又稱美國來福槍協會，是美国的一个非營利性民权组织，也被認為是典型的利益團體。
NRA支持美国人权法案的《憲法第二修正案》，并且认为持有枪支用作自我防衛是每个美国公民应该享受的公民权利。根据1999年《財星雜誌》的一个调查，大多数美国国会议员和工作人员认为，NRA是在美国最有影响力的游说集团。NRA所开展的一切政治活动是以《憲法第二修正案》为理论依据，并积极投身于各项有关维护公民持枪权利的政治运动。

## 历史
美国全国步枪协会的起源可以追溯至美国的南北战争内战时期。由于对内战时期士兵们所普遍表现出来的射击技能水平感到不满，William Conant Church 和 George Wood Wingate 在美国纽约创立了此协会。创始时，它的名字为ARA，即美国来福枪协会（American Rifle Association）。它的第一任理事长，是內戰中北軍名将安布羅斯·伯恩賽德（Ambrose Burnside）将军。协会创立之初，目标是：“科学地提高射击的技巧”。
NRA在1871年成立以后，参加了许多与射击竞技类相关的竞赛并且打败了一些非常著名的欧洲队伍，并因此在美国积累起了非常大的名望。随着NRA事业范围的扩大，在1901年，美国国会创建了以促进全国步枪实践为目标的委员会，而这其中也包括了来自美国全国步枪协会的代表。
1934年，为了回应当时全国枪支法的相关讨论，NRA成立了一支立法事务司，并由此逐渐进入政治领域。

## 现状
美国全国步枪协会主要致力于主办火器安全训练课程，组织各种射击活动、运动、比赛，以及开展一些青少年射击运动与妇女射击项目。在政治上，它也发挥着巨大的影响力。Chris W. Cox 是美国全国步枪协会的首席说客和主要的政治战略家，他从2002年就担任着该职位。在美國史上有八位美国总统都是美国全国步枪协会的会员。同时作为一支不可忽略的政治力量，美国全国步枪协会在选举、政治运动上都发挥了极其重要的作用。
2019年9月，基於數年間美國大規模掃射屠殺頻發，舊金山市議會通過決議將全国步枪协会列為「美國國內恐怖組織」，並呼籲全國更多州和聯邦採相同立場。舊金山市議會認為，美国全国步枪协会支持無限制擁槍權的基礎意識形態，並利用政治力推廣此意識形態，民間眾多附隨組織中也藏有暗示方式長期傳播用暴力捍衛擁槍的宣傳，並在槍擊案發生時全力進行洗白和引導關注操作，已經符合恐怖組織特徵；美國每年因槍死亡者超過3萬2千人，平均每天一百人以上死於槍擊，舊金山市議會認為此現象背後全国步枪协会有重大責任。美国全国步槍協會反擊：“旧金山市议会这种荒谬的噱头，是为了分散人们对旧金山面临的诸如无家可归现象日趋严重、药物滥用和轻罪激增等等实际问题的关注。全国步枪协会将继续致力于保护宪法赋予所有爱好自由的美国人的权利。”
2021年1月15日，美国全国步枪协会申请破产保护；路透社分析，此举是为了躲避纽约州总检察长的诉讼。

## 主要影响

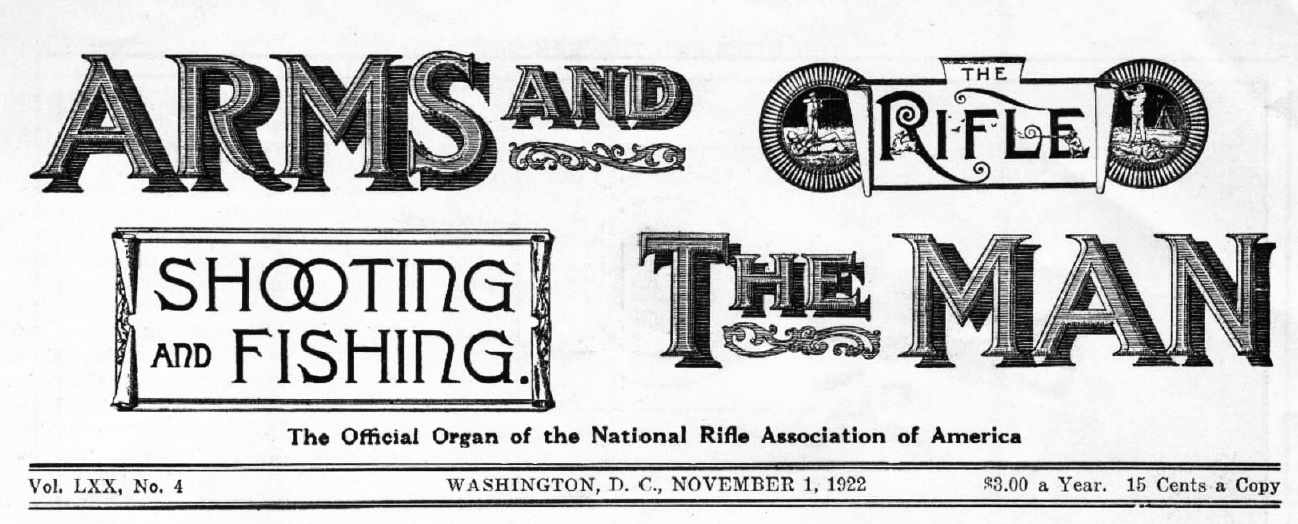
1922年的宣傳畫

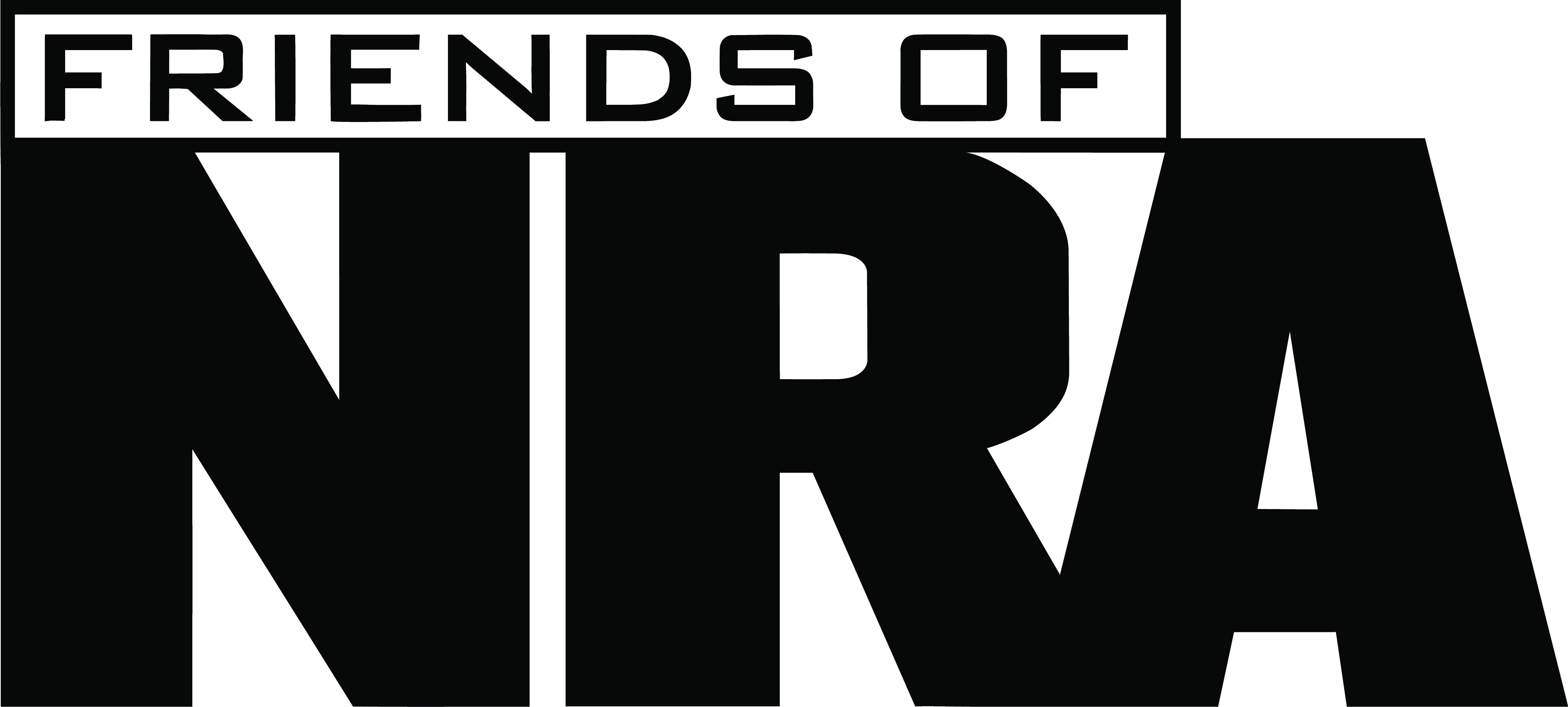
會員胸章

NRA是美国限枪运动的主要反对者。1960年代后期，枪支犯罪越来越严重，美国政府在枪支管制方面受到的压力不得不迫使它在枪支管制方面进行立法。也就是从那个时期开始，NRA的角色逐渐从一个普通的枪支爱好者俱乐部转变为世界上规模最大的反枪支管制政治团体。

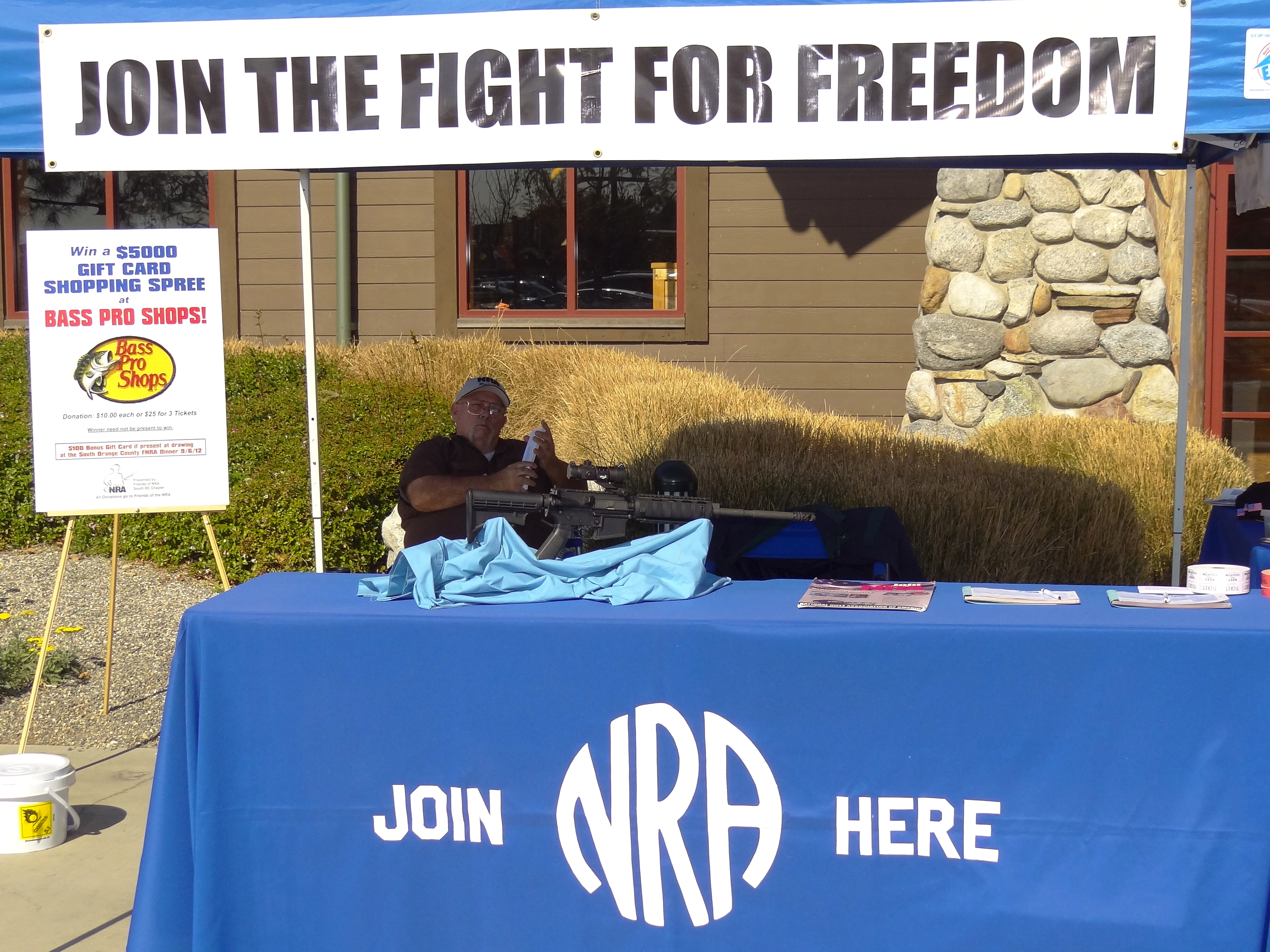
洛杉磯槍械大展外的一處會員招募攤位

### 选举
NRA握有大量會員及资金，足以左右部分选举，自1970年代後期開始投入政治。在美国各級选举中，NRA表明其所影响的选票只投向拥护《第二修正案》的候选人，現時絕大部分NRA支持的候選人皆為共和黨人。NRA要求自己的会员给每一位众议院或参议员候选人评分。评分的主要标准即是否支持枪支拥有。然后，NRA将会员的评分汇总，出版《投票指南》。以此反对枪支管制的拥护者。
一组数据可以表明NRA打击支持枪支管制候选人的决心：1998年至2006年，用于反对枪支管制的资金总共有大约600万美元，其中NRA的资金占了大约90％。其结果可想而知，NRA选出了自己的“意中人”，其中包括前美国众议院议长汤姆·福利和前众议院商业委员会主席约翰·丁格尔等，这两位都是足以影响国会的民主黨重量级人物。許多支持枪支管制立法的政客很多也會在選舉下馬，尤其在競爭激烈的選區。
从某种意义上说，白宫对于枪支管制的态度，决定了总统任职期间枪支管制立法的命运。因此，攻下白宫可谓成功了一大半。

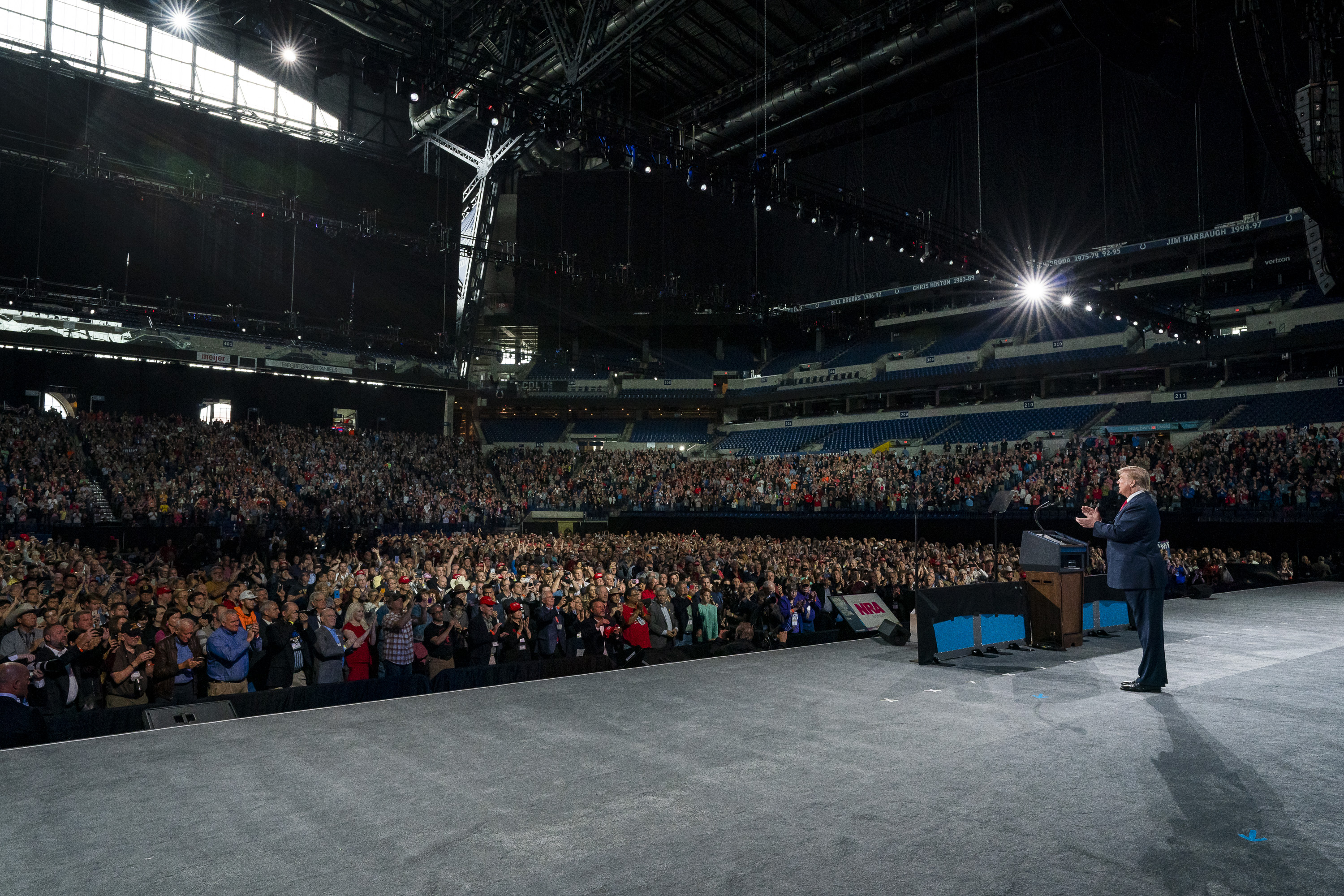
2019年邀請會員聆聽總統川普演講

2016年美國總統選舉，NRA首次在初選及提名階段公開支持剛勝出共和黨提名的唐納·川普，為歷來首次；過去通常在選舉後期，NRA才會公開表態。

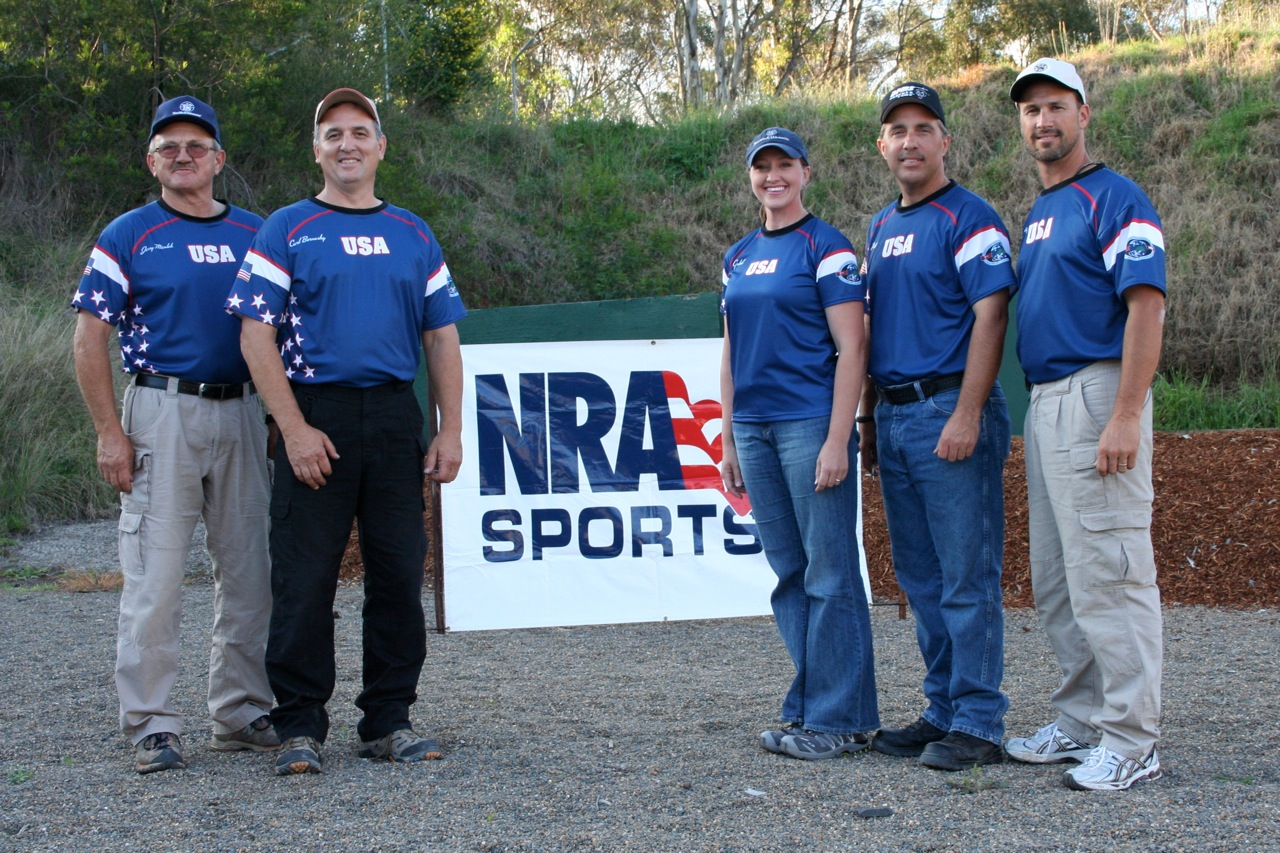
2010年舉辦的射擊大賽

### 最高法院大法官任命
NRA不但投入选举，还试图影响大法官的任命。美國最高法院大法官是由总统提名、参议院确认的。而美國最高法院对于第二修正案的解释对限枪立法的成败有重要影响。因此当美国总统提名大法官时，NRA会调查候选人过往对持枪权的态度并据此采取支持或反对候选人的态度。例如当2009年总统奥巴马提名索尼婭·索托瑪約接任退休的戴維·蘇特大法官的空缺时，NRA认为索托瑪約是反对擁槍權的，因此公开号召美国参议院否决她的提名。

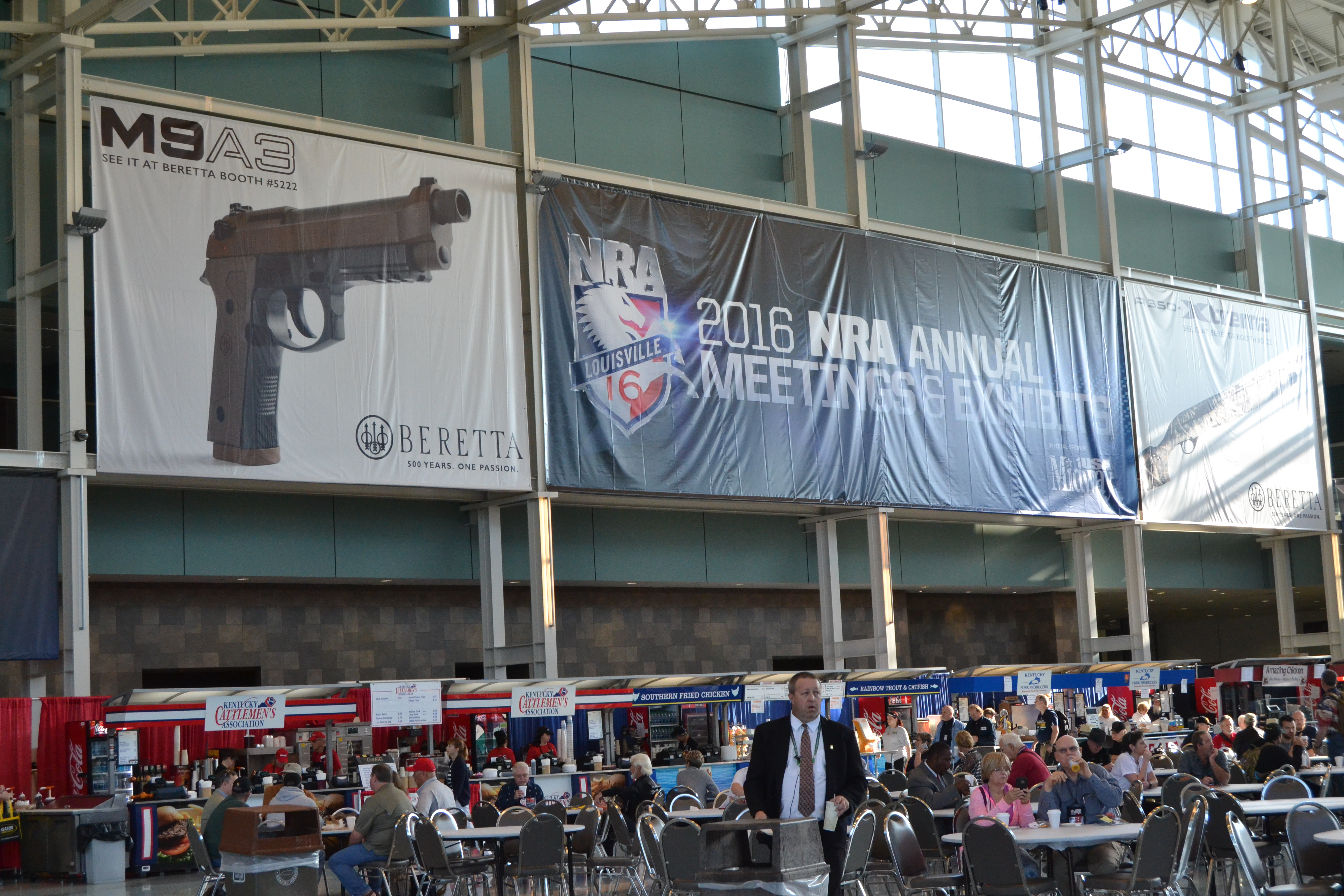
2016年的槍械展

### 枪支管制法律
NRA在削弱美国枪支管制法律方面可谓不遗余力。
早在1938年，美国政府就试图颁布法律，遏制枪支犯罪。但迫于NRA的压力，不得不取消了这些法律的制定。
NRA不但致力反对联邦限枪立法，还积极削弱各州的相关法律。美国的枪支管制法案和条例，绝大多数由各州制定。各州对枪支管制严厉度的不统一，使罪犯有机可乘。
1982年，加利福尼亚州正在讨论《加州第15条法规》，该法规呼吁加州全体公民就是否禁止手枪拥有权进行投票表决。消息一传开，委员会立即收到60万民众的签名，这些人要求禁止手枪拥有权。投票最后的截至时间是当年11月。NRA得知此消息后立刻意识到如果不阻止该表决，反枪支管制将遭到灾难性的打击，其它州也将效仿这样的做法。随后NRA展开了猛烈反击，投入了大量的人力和财力游說兩黨反對公投。在表决当天以前，胜负已分，最后该表决以枪支管制支持方的惨败收场。
这次事件给美国枪支管制造成了深远的影响，此后几十年内再无任何州敢於通过严厉的枪支管制政策。不可否认，是當時的美国人自己否认了这条法规，而加州作為自由派的重鎮也否決枪支管制政策，代表加強槍械管制的政策在全美各州均不可行。但同样不可忽视的是，NRA的反枪控管制手段及决心。

## 外界舆论

### 积极舆论
正如该协会的目标是“在科学（管理）的基础上促进和鼓励步枪射击的发展”，自成立以来，全美步枪协会一直致力于将行动转化为实践——它首先在主要学院设立步枪俱乐部，并启动相应的青年计划，随着这些的发展成熟，全国步枪协会正式设立，并在教育、政治、慈善事业等领域都做出了重要的贡献：教育上，全美步枪协会独特的教育模式、机制使它跻身世界一流教育机构；政治上，由于协会的会员众多，民众基础广，政治理论基础牢固，涉及内容敏感复杂的特点，成员的政治参与积极性强，全美步枪协会在美国政治中的影响力很大，是美国反对枪支限制的主要政治力量；慈善事业上，该协会下属有专项基金会——全国步枪协会基金会，使得包括青年、妇女、残疾人以及猎人、枪支爱好者和射击运动员等人在内的一大批群体从中得到帮扶。
《美国独立宣言》中描述“当政府一贯滥用职权、强取豪夺，一成不变地追逐这一目标，足以证明它旨在把人民置于绝对专制统治之下时；那么，人民就有权利、也有义务推翻这个政府，并为他们未来的安全建立新的保障”，而持枪权能够确保人民在必要的时候履行该项义务。

### 批评舆论
“抵抗枪支暴力组织”、“布拉迪运动”、“美国公民枪支安全组织” 等枪支管制组织对美国全国步枪协会持否定态度，它们指出，全美步枪协会的理念“允许公民携带枪支，保证民众自由，限制政府权力”是有失正确的：这种理念可能会导致公民产生偏激的判断和思想，产生激进分子，对政府调控的正常运行产生巨大的干扰和抵制；除此之外，协会的一些略带纵容的保护举措将会威胁社会安全、影响治安稳定程度。除了上述枪支管制组织外，还有一些素来闻名的媒体也曾表达对全美步枪协会的不满。比如华盛顿邮报、纽约时报、今日美国等报纸，对该协会2004年的“枪支控制条例”持反对态度，及对后续事件中该协会造成的“个别持枪特权”表示不满。其他的枪支组织，如“犹太人枪支持有者保护组织（JPFO）”和“美国持枪者协会（GOA）”，也提出了全美步枪协会现在存在的问题——他们认为，该协会在废除现有枪支限制、拟定新的限制性立法草案上，做的依然不够；并且该协会内部还长期存在成员相互攻击的现象，组织性有待加强。
2018年6月，加州大学伯克利分校公共政策学教授杰克·格拉泽怀疑，美国全国步枪协会政治献金是美国控枪的最大障碍，使得国会共和党人在控枪问题上不愿与该协会冲突。
2021年6月23日，對抗槍枝氾濫與槍枝暴力的美國民權組織「Change the Ref」發布一系列網路影片，片中前美国全国步枪协会主席大衛·基恩（David Keene）對著虛構學校「詹姆斯·麥迪遜學院」畢業典禮講台下3044張空椅高談擁槍權，卻沒有發現一切都是Change the Ref一手策劃安排的設局。Change the Ref表示，這場行動的目的是凸顯槍枝暴力導致畢業典禮上出現數千張空椅，「畢業典禮上的數千張空椅已經成為『新的美國傳統』」。

## 延伸閱讀
- Anderson, Jack. Inside the NRA: Armed and Dangerous. Beverly Hills, Calif.: Dove, 1996. ISBN 0-7871-0677-1.
- Brennan, Pauline Gasdow, Alan J. Lizotte, and David McDowall. "Guns, Southernness, and Gun Control". Journal of Quantitative Criminology 9, no. 3 (1993): 289–307.
- Bruce, John M., and Clyde Wilcox, eds. The Changing Politics of Gun Control. Lanham, Maryland: Rowman and Littlefield, 1998. ISBN 0-8476-8614-0, ISBN 0-8476-8615-9.
- Davidson, Osha Gray. Under Fire: The NRA and the Battle for Gun Control, 2nd ed. Iowa City: University of Iowa Press, 1998. ISBN 0-87745-646-1.
- Edel, Wilbur. Gun Control: Threat to Liberty or Defense against Anarchy? Westport, Conn.: Praeger Publishers, 1995. ISBN 0-275-95145-6.
- Langbein, Laura I., and Mark A. Lotwis, "Political Efficacy of Lobbying and Money: Gun Control in the U.S. House, 1986". Legislative Studies Quarterly 15 (August 1990): 413–40.
- LaPierre, Wayne R. Guns, Crime, and Freedom. Washington, D.C.: Regnery, 1994. ISBN 0-89526-477-3.
- McGarrity, Joseph P., and Daniel Sutter. "A Test of the Structure of PAC Contracts: An Analysis of House Gun Control Votes in the 1980s". Southern Economic Journal, Vol. 67 (2000).
- Spitzer, Robert J. The Politics of Gun Control, 2nd ed. New York: Chatham House Publishers, 1998. ISBN 1-56643-072-0.
- Sugarmann, Josh. National Rifle Association: Money, Firepower, and Fear. Washington, D.C.: National Press Books, 1992. ISBN 0-915765-88-8.
- Trefethen, James B., and James E. Serven. Americans and Their Guns: The National Rifle Association Story Through Nearly a Century of Service to the Nation. Harrisburg, Penn.: Stackpole Books, 1967.
- Utter, Glenn H., ed. Encyclopedia of Gun Control and Gun Rights. Phoenix, Ariz.: Oryx Press, 2000. ISBN 1-57356-172-X.

## 外部連結
- NRA （页面存档备份，存于）
- NRA的X（前Twitter）
- NRA News的X（前Twitter）